# 千走川温泉
千走川温泉（ちはせがわおんせん）は、北海道島牧郡島牧村字江の島にある温泉。

## 泉質
- ナトリウム－ 炭酸水素・塩化物泉（中性低張性温泉）（旧泉質名：含食塩 - 重曹泉）
  - 源泉温度 39.2度、pH 6.5（中性）、湧出量 毎分27L（動力揚湯）
  - 弱黄色濁、塩味及び炭酸味、無臭[1]

## 温泉街
千走川上流に、一軒宿の「千走川温泉旅館」が存在する。日帰り入浴が可能で、内風呂と露天風呂を備え、加温掛け流し方式。

## 歴史
- 1871年（明治4年） - 温泉が発見された[3]
- 1885年（明治18年） - 温泉施設が作られ開湯
- 1981年（昭和56年） - 千走川温泉旅館本館が完成
- 1995年（平成7年） - 本館を改装

## アクセス
- 鉄道 : 函館本線黒松内駅から車で約1時間20分